# 栗原大河
栗原 大河（くりはら たいが、本名同じ、1997年11月20日 - ）は、日本の俳優・振付師である。神奈川県横浜市出身。フリー。

## 来歴
- 2009年
2月、ダンスをしたいという理由からオーディションを受け、劇団ひまわりに入所する。
5月、劇団ひまわりで初めての仕事をする。
- 2010年1月、テレビ東京「ピラメキーノ」子役恋物語シーズン12に出演。
- 2013年、メンモ公開オーディションを経て、新潮社のファション雑誌『nicola』のメンズモデルを務める[1]。森田桐矢、宮本弘佑らが同期である。
- 2017年
1月、『ミュージカル 忍たま乱太郎』に竹谷八左ヱ門役で出演。
12月、音楽グループ「TacT（タクト）」結成を発表[2]。自身がプロデューサー及びメンバーとして音楽活動を開始する。
- 2019年
3月31日、役者の仕事に専念する為、武蔵大学を中途退学したことを発表。3年間で得た単位は12単位[3][4]。
- 2020年
1月31日、同日付で砂岡事務所を退所したことを自身のTwitterで発表した[5]。
10月16日、先輩俳優で親交の深い林明寛、反橋宗一郎らに誘われ、釣り好き役者のガチ釣りバラエティ『釣り猿』の新メンバーとなったことが発表される[6]。本人に釣りの経験はない。
12月1日、同日付でDe-LIGHT（現：De-PRO）への所属が発表された[7]。
- 2021年
4月30日、音楽グループ「TacT」活動の終了を発表[8][9]。
5月25日、TikTokのアカウントを開設し、趣味である歌やダンス動画の投稿を始める。
- 2022年
2月21日、体調不良を理由に舞台「ヨリソウ重力（ENG改定版）」の降板と、芸能活動を一時休止し、休養することを発表[10][11]。
11月20日、同日付でDe-PROを退所し、フリーで芸能活動を再開したことを発表した[12][13]。
- 2023年
7月1日、平井雄基と共にダンスボーカルグループとして活動していくことを発表[14][15]。
11月26日、小原卓也と三国由佳が立ち上げた演劇団体『皇帝ロックホッパー』のメンバーとして活動していくことが発表された[16]。担当は俳優、振付、ステージング。
- 2024年
5月18日、栗原大河official fanclub開設を発表[17]。
9月、初の脚本・演出を務めた『音の光る影』を上演。

## 人物
- 特技：水泳、華道、ダンス、歌[18]
- 好きな教科は英語、嫌いな教科は数学[19]。
- 好きなアーティストはAAA。
- 兄が1人いる。
- 好きな食べ物はピーマン[20]、ネギ。
- 好きなお酒はビール[20]。ハイボールは苦手であったが、バーで出されたハイボールをきっかけに好きになった。
- 水泳は生後6ヶ月から12年間やっており、竹内智哉らと大会に出場していた経歴があるが、怪我のため引退した。
- 中学生の時、テレビバラエティ番組「ピラメキーノ」に出演していた子役と知られ先輩から「ピラメキ」と呼ばれていたことがある。
- ファション雑誌『nicola』のメンズモデル時代、藤田ニコル、飯豊まりえらが同級生であり、一緒に仕事をしていた。

## 音楽活動（TacT）

### 来歴
- 2017年12月21日、グループ結成を発表。初期のメンバーは、栗原大河、吉田翔吾、佐藤拓道、田中雄土、白須賀稜祐の5名である。
- 2018年2月12日、恵比寿ザ・ガーデンホールで行われた「Good Looking On Fes.」にてお披露目される。
- 2018年4月30日、所属事務所主催で初のワンマンライブを開催する。
- 2018年11月24日、ゲストを招いての主催ライブ「Tac Fes vol.1」を開催する。同イベントにて、1stミニアルバムCDを販売。
- 2019年6月末、TacTメンバーの吉田翔吾が脱退し、4名での活動となる[21]。
- 2019年10月16日、新メンバーとして渡辺貴裕が加わることを発表する[22]。
- 2020年9月30日、TacTメンバーの白須賀稜祐が脱退し、TacFes vol.4より、再び4名での活動となる[23]。
- 2021年3月1日、渡辺貴裕が突然の芸能活動引退を宣言。TacTメンバーとしての活動については後日の報告を待つこととなる。
- 2021年4月30日、渡辺貴裕の活動が不明のまま、音楽グループとしてのTacTの活動が終了となることが発表される[24]。

### 楽曲
- 「Special」（作詞・作曲）
- 「カメラロール」
- 「We Are」（作詞）
- 「フレーズ」（作詞）
- 「凍る道」…栗原大河、佐藤拓道のデュエット曲
- 「君的倒錯」
- 「劣等モノクローム」
- 「FIVE」（作詞）
- 「kaze」（作詞）※栗原大河がバスツアーにて披露したオリジナル楽曲[25]をカバー
- 「Are you with me?」
- 「そっと」（作詞・作曲）
- 「太陽」（作詞）
- 「Dear」（作詞・作曲）…栗原大河のソロ曲
- 「ヒミツ」（作詞・作曲）…栗原大河のソロ曲
- 「傑作」（作詞・作曲）…渡辺貴裕のソロ曲

## 出演

### テレビドラマ
- 『新参者』（2010年6月13日、TBS） - 岸田克哉・幼少 役（第9話）
- 『結婚同窓会 〜SEASIDE LOVE〜』（2012年7月 - 8月、フジテレビTWO） - 宮本遥冬・中学生時代 役
- 『世にも奇妙な物語 秋の特別編』（2012年10月6日、フジテレビ） - 「蛇口」亀山 役
- 『リーガル・ハイ（スペシャル）』（2013年4月13日、フジテレビ）
- 『聖徳太子のレストラン』（2022年7月29日 - 9月30日、CBCテレビ） - 男性アルバイト 役

### テレビ番組
- 『ピラメキーノ』（2010年1月21日 - 、テレビ東京） - 「子役恋物語 シーズン12」
- 『超再現!ミステリー』（2012年6月26日、日本テレビ） - 「クールキャンディー」 再現VTR
- 『人生が変わる1分間の深イイ話』（2013年、日本テレビ） - #149アプリSP 再現VTR
- 『NHK高校講座（書道Ⅰ）』（2015年4月 - 2016年3月、NHK Eテレ） - 生徒レギュラー出演

### 配信番組
- Rakuten SUPER LIVE TV （2016年12月1日、Rakuten Shopping Live TV） - ゲスト
- 2.5D公式番組「What's 2.5D？」＃2（2018年5月25日、GYAO!） - ミュージカル忍たま乱太郎
- 『お好きにビクトリー』第四十六夜（2018年11月4日、ニコニコ生放送（キャストサイズチャンネル）） - ゲスト
- ミュージカル「忍たま乱太郎」 オンライン忍務はじめます！～6月6日の段～（2020年6月6日、ニコニコ生放送 公式生放送）[26]
- 『渡辺と栗原』（2020年8月18日 - 、ONSTAGE）
- 「カードゲームバラエティA×B×C」Cリーグ予選（2020年9月12日、ニコニコチャンネル（De-STYLEチャンネル））[27]
出演者 - 秋沢健太朗、小原卓也、栗原大河、吉田翔吾
- 旅ロケ「T☆G Fes Vol.2」（2020年10月3日、ZAIKO）[28]
出演者 - 吉田翔吾、栗原大河、佐藤弘樹
- ミュージカル「忍たま乱太郎」第14弾 再演 「五年生！対 六年生！～お宝を探し出せ！！～」上演記念ニコ生特番（2024年10月5日、ニコニコ生放送にて生配信）

### 映画
- 『今日子と修一の場合』（2013年、彩プロ） - 中学生 役

### 舞台
2011年
- 劇団ひまわり創立60周年記念公演『コルチャック先生と子どもたち』（2011年8月4日 - 7日、渋谷区文化総合センター大和田 伝承ホール） - （A）シラマ 役/（B）ヤコブ 役

2014年
- 舞台『アンネ』（2014年11月20日 - 30日、シアター代官山） - ペーター 役
- 北里大学北里会文化会吹奏楽団 第30回定期演奏会 第1夜
ミュージカル『銀河鉄道の夜』（2014年11月22日、相模女子大学グリーンホール(相模原市立文化会館) 大ホール）

2017年
- 『ミュージカル「忍たま乱太郎」第8弾 〜がんばれ五年生!技あり、術あり、初任務!!〜』（2017年1月7日 - 22日、東京ドームシティ シアターGロッソ） - 竹谷八左ヱ門 役[29][30]
- 『ミュージカル「忍たま乱太郎」第8弾 再演〜がんばれ五年生!技あり、術あり、初任務!!〜』（東京公演：2017年6月16日 - 7月2日、池袋サンシャイン劇場/大阪公演：7月21日 - 23日、森ノ宮ピロティホール） - 竹谷八左ヱ門 役[31]
- HYBRID PROJECT Vol.15 RANPO chronicle【冥府の箱】（2017年8月9日 - 13日、シアターサンモール）
- 『ミュージカル「忍たま乱太郎」第8弾 忍術学園 学園祭』（東京公演：2017年9月22日 - 24日、舞浜アンフィシアター/大阪公演：9月29日 - 10月1日、森ノ宮ピロティホール） - 竹谷八左ヱ門 役[32]
- 舞台『野畑の飼ってた宇宙人』（2017年10月25日 - 29日、シアターグリーン BIG TREE THEATER） - 静岡ミズキ 役[33]
- もぴプロジェクトやりたい放題企画第三弾『秋来にけらし』（2017年11月17日 - 21日、櫂スタジオ）

2018年
- 『ミュージカル「忍たま乱太郎」第9弾 ～忍術学園陥落!夢のまた夢!?～』（東京公演：2018年1月6日 - 1月21日、東京ドームシティシアターGロッソ/愛知公演：2月3日 - 4日、春日井市民会館） - 竹谷八左ヱ門 役[34]
- 戦後73年を飛び越えて『Kiss Me You〜がんばったシンプー達へ〜』（2018年3月14日 - 25日、中目黒キンケロシアター） - 内田 役（A班）
- 劇団オモテナシ『最強の姉妹』（2018年5月10日、CBGKシブゲキ!!） - ゲスト出演
- 『ミュージカル「忍たま乱太郎」第9弾 再演～忍術学園陥落!夢のまた夢!?～』（東京公演：2018年6月15日 - 7月1日、池袋サンシャイン劇場/大阪公演：7月12日 - 16日、梅田芸術劇場 シアター・ドラマシティ） - 竹谷八左ヱ門 役[35]
- 平成時代劇 片肌☆倶利伽羅紋紋一座『ざ☆くりもん』第二十三回本公演「火消哀歌」（2018年8月15日 - 21日、シアターグリーン BIG TREE THEATER） - 喜兵衛 役
- シアター代官山プロデュース『ロミオとジュリエット』（2018年9月18日 - 24日、シアター代官山） - 主演：ロミオ 役（A組）
- 『ミュージカル「忍たま乱太郎」第9弾 忍術学園 学園祭2018』（東京公演：2018年10月12日 - 14日、舞浜アンフィシアター/大阪公演：10月20日 - 21日、NHK大阪ホール） - 竹谷八左ヱ門 役
- コメディミュージカル『ら・ら・ら・ららんど 〜天使っぽい君にラブ・ソングを〜再演!?』（2018年12月5日 - 9日、新宿村LIVE） - アドバイザー/公平 役

2019年
- 朗読劇『NO TRAVEL, NO LIFE』（2019年1月13日 - 14日、シダックスカルチャーホール） - カザマ&タキ 役
- 林家畳Vol.1『陽だまりの中で』（2019年1月23日 - 27日、シアターグリーン BIG TREE THEATER） - 主演：鷲田 明 役[36]
- 舞台『桃源郷ラビリンス』（東京公演：2019年4月4日 - 7日、なかのZERO 大ホール/岡山公演：4月13日 - 14日、おかやま未来ホール） - 橘 貞光 役[37]
- 『ミュージカル「忍たま乱太郎」第10弾 ～これぞ忍者の大運動会だ！～』（東京公演：2019年5月10日 - 6月2日、東京ドームシティーシアターGロッソ/大阪公演[1]：5月31日 - 6月2日、森ノ宮ピロティホール/愛知公演：6月8日 - 9日、春日井市民会館） - 竹谷八左ヱ門 役
- 舞台『かくりよの宿飯　折尾屋編』（2019年7月17日 - 21日、俳優座劇場） - 秀吉 役[38]
- 舞台『Value Live〜突然の無人島生活〜』（2019年8月7日 - 12日、バルスタジオ） - 主演：砂原悠斗 役[39]
- LIVEDOGプロデュース 舞台『013(ゼロイチサン)』（2019年9月21日 - 29日、新宿村LIVE） - W主演：エンジュ（13番） 役（TeamBOY）
- 『ミュージカル「忍たま乱太郎」第10弾 再演～これぞ忍者の大運動会だ！～』（東京公演：2019年10月12日 - 27日、東京ドームシティシアターGロッソ/兵庫公演：11月8日 - 10日、あましんアルカイックホール） - 竹谷八左ヱ門 役
- 舞台『BIRTHDAY』（2019年11月27日 - 12月1日、こくみん共済 coop ホール（全労済ホール）／スペース・ゼロ）[40]

2020年
- 『ミュージカル「忍たま乱太郎」第10弾 忍術学園 学園祭』（東京公演：2020年1月10日 - 13日、舞浜アンフィシアター/大阪公演：1月17日 - 19日、COOL JAPAN PARK WWホール） - 竹谷八左ヱ門 役
- 舞台『弱虫ペダル』新インターハイ篇FINAL〜POWER OF BIKE〜（東京公演：2020年2月21日 - 23日、天王洲銀河劇場/大阪公演：2月27日 - 29日、メルパルク大阪） - 浦久保優策 役[41]
- 舞台『BUONO!!』（2020年4月1日 - 6日、築地本願寺ブディストホール） - 瀬野直樹 役 ※新型コロナウィルス感染症の流行の影響で2020年11月に延期[42]
- 舞台『Collar×Malice -榎本峰雄編＆笹塚尊編-』（新宿公演：2020年5月2日 - 3日、こくみん共済 coop ホール（全労済ホール）／スペース・ゼロ/品川公演：5月7日 - 10日、品川プリンスホテル ステラボール/大阪公演：5月16日 - 17日、梅田芸術劇場 シアター・ドラマシティ） - 吉成秀明 役[43] ※新型コロナウィルス感染症の影響で延期[44]。グッズのみ通販にて販売。
- 朗読劇『星降る街』（2020年7月7日、7月8日、7月11日、OPENREC.tv※インターネット配信） - 裕人 役[45][46]
- 舞台『天満月のネコ』[47]（2020年7月15日～19日、シアターサンモール） - アレクサンダー 役
- 舞台『徒桜』（2020年8月13日～16日、ザ・ポケット） - 主演：山田一平 役
- 舞台『贈られた命-此処に産まれた意味-』（2020年9月15日～22日、日暮里d-倉庫） - 主演：大野木浩介 役
- 舞台『夢と希望のプロジェクト vol.1』（2020年11月12日、上野ストアハウス） - ゲスト出演
- 舞台『BUONO!!』（2020年11月25日 - 30日、築地本願寺ブディストホール） - 瀬野直樹 役 ※新型コロナウィルス感染症の影響で公演中止[48]。グッズのみ通販にて販売。
- Bobjack Theater vol.25『〜ボブジャックの少し早い年忘れの宴！略してボブ宴(ぼぶえん)〜』（2020年12月17日 - 27日、池袋シアターKASSAI）
新作『目を閉じておいでよ』 - 結城虎男 役

2021年
- LIVEDOGプロデュース 舞台『DOG'S』（2021年2月19日 - 28日、中目黒キンケロ・シアター） - 主演：ブルース 役（TeamBONE）
- 舞台『淡海乃海-声無き者の歌をこそ聴け-』（2021年3月10日 - 14日、俳優座劇場） - 足利義輝 役
- 舞台『時空陰陽師』（2021年4月15日 - 18日、ラゾーナ川崎プラザソル） - 安倍晴明 役
- 咲年花劇『春よ、強く美しく』（2021年5月12日 - 16日、六行会ホール） - 名取凰華(ナトリ コウガ) 役 ※新型コロナウィルス感染症の影響で延期[49]。グッズと無観客収録DVDが通販にて販売。
- 舞台『風が強く吹いている』（2021年6月16日 - 20日、六行会ホール） - 柏崎茜（王子） 役[50]
- De-LIGHTプロデュース配信公演『オサエロ』（2021年7月17日 - 19日、ZAIKO※インターネット配信） - W主演：中原修 役[51]
- 東京印公演vol.21『げんせんじゃ～！」～宝や旅館～2021』（2021年8月11日 - 15日、CBGKシブゲキ!!） - 有馬正（ピンク） 役[52]
- 舞台『Collar×Malice -榎本峰雄編＆笹塚尊編-』（2021年9月9日 - 14日、こくみん共済 coop ホール（全労済ホール）／スペース・ゼロ） - 吉成秀明 役[53]
- 舞台『星屑の王』（2021年9月22日 - 26日、六行会ホール） ※新型コロナウィルス感染症の影響で延期[54]
- コントステージ『ミットナイト vol.1』（2021年10月9日 - 10日、歌舞伎町Sparkle）[55]
- 『ミュージカル「忍たま乱太郎」第12弾 忍術学園 学園祭』（大阪公演：2021年12月3日 - 5日、あましんアルカイックホール/東京公演：12月17日 - 23日、明治座）[2] - 竹谷八左ヱ門 役

2022年
- 100点un・チョイス！第16回公演『白い星』（2022年2月16日 - 20日、ザ・ポケット） - 野村陸 役
- ENG第14回公演『ヨリソウ重力 （ENG改定版）』（2022年3月23日 - 27日、六行会ホール） ※体調不良を理由に降板

2023年
- A.T.Mプロデュース 短編朗読劇公演 VOL.4『七十億通りの心酔物語』（2023年1月21日 - 22日、こった創作空間）
  - 3章「霞光 -かこう-」 - 菊地蓮 役
- [Soft Boiled Theater-12] 朗読劇『イヤホン』（2023年2月3日 - 5日、参宮橋トランスミッション）
- イケッチャオ‼︎Stage『不器用な俺らの鼓動』（2023年5月2日 - 7日、コフレリオ新宿シアター） - 主演：桂大河 役[56]
- 皇帝ロックホッパー旗揚げ公演 舞台『義民』（2023年5月11日 - 15日、両国エアースタジオ）- （A）小坂逸八 役/（B）伊東長救 役
- A.T.Mプロデュース 短編朗読劇公演 VOL.6『七十億通りの心酔物語～番外編～』（2023年6月24日 - 25日、こった創作空間）- 黒澤斗弥 役
- 舞台『春、揺らぐ、勿忘草』（2023年7月14日 - 17日、赤坂πTOKYO）
- 少年Komplex第四回本公演『ＵRI～雨降ればカッパが笑う～2023』（2023年9月6日 - 10日、せんがわ劇場）- オサム 役
- 『ミュージカル「忍たま乱太郎」第13弾 忍術学園 学園祭』（東京公演：2023年12月8日 - 10日、TACHIKAWA STAGE GARDEN/大阪公演：12月15日 - 17日、COOL JAPAN PARK TTホール）[3] - 竹谷八左ヱ門 役[57][58]

2024年
- 皇帝ロックホッパー『CHERRY BOYS～GRADUATION～』（2024年2月2日 - 11日、上野ストアハウス）- 主演・赤井和樹 役（Team BANANA）
- 『ミュージカル「忍たま乱太郎」第14弾 五年生！対六年生！～お宝を探し出せ!!～』（東京公演：2024年5月17日 - 6月2日、東京ドームシティシアターGロッソ/愛知公演：6月8日 - 9日、幸田町民会館さくらホール） - 竹谷八左ヱ門 役[59]
- Ikettyao stage02『居場所のない俺らの遠吠え』（8月23日、野方区民ホール）- ゲスト出演・桂大河 役
- 皇帝ロックホッパー 2nd stage performance『音の光る影』(2024年9月4日 - 8日、上野ストアハウス)[60]
- 『ミュージカル「忍たま乱太郎」第14弾 五年生！対六年生！～お宝を探し出せ！！～ 再演』(東京公演：2024年10月19日 - 11月4日、シアターGロッソ/大阪公演：2024年11月9日 - 12日、COOL JAPAN PARK OSAKA TTホール) - 竹谷八左ヱ門 役[61]

2025年
- 『ミュージカル「忍たま乱太郎」第14弾「忍術学園 学園祭」』（1月17日 - 19日、森ノ宮ピロティホール・1月24日 - 26日、TACHIKAWA STAGE GARDEN）-  竹谷八左ヱ門 役[62][63]
- 『ミュージカル「忍たま乱太郎」 五年生単独ライブ ～どうやら本当にやるらしい～』（2月7日 - 8日、KT Zepp Yokohama) - 竹谷八左ヱ門 役[64]
- 皇帝ロックホッパー 3rd stage performance『If you don't know ai』（3月26日 - 30日、上野ストアハウス）- 影山希望 役
- 劇団6番シード第80回公演『ボイルド・シュリンプ＆クラブ〜season3 新宿に引っ越しました〜』（5月21日 - 25日、新宿シアタートップス）- 葛魔魅流星 役[65]
- ライズコミュニケーション『ろくでなしコーラス2025』（6月18日 - 22日、浅草花劇場）- コッペ 役[66]
- 『舞台「忍たま乱太郎」〜三年生といっしょに！いつもいっしょに！の段〜』（7月26日 - 8月11日、有楽町朝日ホール）- 竹谷八左ヱ門 役[67]
- Ikettyao stage04『諦めの悪い俺らの鼓動』（8月13日 - 17日、野方区民ホール）- 主演・桂大河 役
- 皇帝ロックホッパー 5rd stage performance『やり遣したこと』（11月6日 - 10日、上野ストアハウス）

### CM
- NTTドコモ LTE『それぞれの旅立ち』篇（2014年）

### ミュージックビデオ
- BUMP OF CHICKEN『R.I.P』（2009年）
- TOKIO『遥か』（2010年） - 城島茂 役
- KinKi Kids『まだ涙にならない悲しみが』（2013年） - 堂本光一 役

### スチール
- Xbox『kinectスポーツ』スチール広告（2011年4月15日～1年間）
- 『Xbox』ゲームパッケージ用スチール（2011年秋～1年間）
- ベネッセコーポレーション『高校ゼミ』（2012年11月） - DM
- ベネッセコーポレーション『進研ゼミ』（2014年）

### 雑誌モデル
- nicola（2013年 - 2016年、新潮社） - メンズモデル レギュラー出演

### 雑誌
- キャストサイズVol.17（2017年6月23日発行）
- キャストサイズVol.18（2017年11月30日発行）

### アプリ小説
- 「#100キス　作品066『PRICELESSな彼女』」（2021年6月14日～、KISSMILLe-100シーンの恋チャット小説-） - 匠真 役
- 「#100キス　作品085『再びの恋を、あなたと』」（2021年7月5日～、KISSMILLe-100シーンの恋チャット小説-） - 誠司 役
- 「#100キス　作品098『キミが残してくれた夏』」（2021年7月26日～、KISSMILLe-100シーンの恋チャット小説-） - 龍斗 役

### ライブ
2014年
- Taiga Kurihara 1st LIVE 〜僕の好きな音楽〜（2014年8月24日、シアター代官山）[68]
ダンサー：露崎大將、鎌野紗惠子、佐藤拓道、竹本実加

2018年
- Good Looking On Fes. 〜Welcome to valentine Party〜（2018年2月12日、恵比寿ザ・ガーデンホール） - TacT
- TacT ワンマンライブ（2018年4月30日、新大久保B-BOX） - TacT
- Good Looking On Fes. 〜Welcome to culture festival〜（2018年11月3日、渋谷O-EAST） - TacT
- Tac Fes vol.1 〜Birthday Party〜（2018年11月24日、柏ThumbUp） - TacT
ゲスト：Grab"A"、渡辺貴裕

2019年
- 柏ThumbUp 10th Anniversary〜みなさんに感謝でしかない10周年〜（2019年1月30日、柏ThumbUp） - TacT
- 柏ThumbUp 10thAnniversary「VILLAGE VANGUARD柏マルイ店＆柏ThumbUpPRESENTS～KASHIWA Culture MUSIC #10〜アフターバレンタイン〜」（2019年2月15日、柏ThumbUp） - TacT
- 柏ThumbUp 10th Anniversary 〜bed time sheepレコ発「夜明けの街で会いましょう」ツアー〜（2019年2月28日、柏ThumbUp） - TacT
- Good Looking On Fes. 〜Welcome to Spring party〜（2019年3月20日、新宿BLAZE） - TacT
- 「FRESH FLASH 2」（2019年6月16日、横浜O-SITE） - TacT
- 「よか音フェス」（2019年6月30日、柏ThumbUp） - TacT
- 「FRESH FLASH 3」（2019年7月6日、横浜O-SITE） - 鷹虎（栗原大河、渡辺貴裕）
- 「FLASH FRESH 4」（2019年8月15日、横浜O-SITE） - TacT（栗原大河、佐藤拓道、白須賀稜祐）
- TacFes vol.2 〜Re:ゼロから始めるTacFes〜（2019年12月6日、横浜O-SITE） - TacT
ゲスト：秋沢健太朗、大谷誠、高畑岬

2020年
- 『Fantastic Songs』（2020年1月24日、柏ThumbUp） - TacT※栗原大河の出演無し
- TOY BOX vol.5（2020年2月6日、吉祥寺CLUB SEATA） - ゲスト出演（TacT）
- 『RuxHA//.1stアルバム 心情-こころ- レコ発LIVE〜あいをうたう〜』（2020年2月9日、柏616） - TacT※栗原大河の出演無し
- 『植田健一40th Birthday special!!』（2020年2月14日、上野音横丁） - TacT※栗原大河の出演無し
- 柏ThumbUp 11th ANniversary「Thanks to everyone」（2020年2月21日、柏ThumbUp） - TacT※栗原大河の出演無し
- 柏ThumbUp 11th Anniversary（2020年2月28日、柏ThumbUp） - TacT※栗原大河の出演無し
- TacFes vol.3 〜STAR DRIVER 輝きのTacT(仮)〜（2020年3月21日、横浜O-SITE） - TacT
1部ゲスト：Grab"A"（鈴木雅也、東将司、笠原彰人）※出演キャンセル、小田川颯依、糠信泰州、杉山真宏
2部ゲスト：高畑岬、佐藤智広※出演キャンセル、小田川颯依
- 栗原大河 スタジオLIVEvol.1（2020年5月17日、ツイキャス※インターネット配信）
スペシャルゲスト：河本祐貴
- 休業自粛解除記念？！「Thanks to everyone」（2020年7月24日、柏ThumbUp） - TacT
- TacFes vol.4 STO〜ソーシャルタクトオンライン〜（2020年10月31日、ツイキャス※インターネット配信） - TacT
1部ゲスト：八島諒、澤邊寧央
2部ゲスト：大谷誠、高畑岬

2021年
- 谷中唯彩主催ライブ『Endless rest』（2021年1月14日、青山RizM）※延期
出演者：YUUTO/JUNPEI/TAKUYA/瀬乃悠月(From恒星宇宙)/栗原大河/JURIN/中村あやの/RENA/ERG
- 栗原大河 スタジオライブvol.2 day1（2021年9月18日、ツイキャス）
- 栗原大河 スタジオライブvol.2 day2（2021年9月19日、ツイキャス）
- 栗原大河 スタジオライブvol.3（2021年10月17日、ツイキャス）

2024年
- TaigaKurihara FirstLIVE（2024年7月21日、CHIC HALL SHIBUYA）
ゲスト - 1部2部：佐藤智広

2025年
- TAIGA KURIHARA SECOND LIVE 〜MY ORIGIN〜（2025年6月15日、神田racine）
dancer - 田中幸介、Charo

### イベント
2009年
- 中国歌劇『木蘭詩篇』日本公演（2009年11月11日 - 19日）

2010年
- Dance Connection 2010―Spitfire―（2014年12月19日 - 23日、シアター代官山） - Honey Bee

2011年
- Dance Festival 2011（2011年5月1日、町田市民ホール） - Honey Bee

2013年
- Dance Connection 2013～PEACR MAKER～（2013年12月18日 - 23日、シアター代官山）

2014年
- nicola 東京開放日2014（2014年3月27日）
- 東京トヨペットpresents ママハピEXPO～ママのはたらくと子どもの教育を応援～ in MEGA WEB（2014年12月6日 - 7日、MEGA WEB）[69]
- Dance Connection 2014～inspiration～（2014年12月19日 - 23日、シアター代官山）

2015年
- nicola 東京開放日2015（2015年3月26日、東京ファッションタウンビルTFTホール）
- 劇団ひまわりモバイルFC『ZERO』リリースイベント（2015年2月7日、シアター代官山）
- Dance Connection 2015～Hero～（2015年12月19日 - 23日、シアター代官山）

2016年
- nicola 東京開放日2016（2016年3月29日、東京ファッションタウンビルTFTホール）
- 『2.5フェス(仮)』（2016年12月3日）- 忍術学園五年生（佐藤智広、山木透、吉田翔吾、久下恭平、栗原大河）

2017年
- 北村健人と栗原大河featuring海老澤健次 ちょっと遅いバレンタインファンツアー（2017年2月18日 - 19日）
- CASTSIZE SPECIAL TALK LIVE（2017年2月26日、渋谷eggman） - 出演者（山木透、佐藤智広、吉田翔吾、久下恭平、栗原大河）
- 「忍ミュ」春のファン感謝祭 ～素顔の五年生全員集合！の段～（2017年4月6日 - 7日、品川クラブeX）[70]
- 「キャスト祭ズvol.2」（2017年5月13日、晴海客船ターミナルホール）[71]

2018年
- J-CULTURE FEST／にっぽん・和心・初詣NINJA ～心・技・体～（2018年1月2日、東京国際フォーラム） - ミュージカル忍たま乱太郎[72]
- 「忍ミュ｣春のファン感謝祭2018～素顔の五年生全員集合！の段～（2018年4月17日、愛知 : 名古屋市芸術創造センター・18日、京都 : 京都テルサ テルサホール・19日、兵庫 : 神戸市立灘区民ホール 大ホール・20日、大阪 : 大阪府立男女共同参画・青少年センター・24日、新潟 : 新潟市民プラザ・26日、宮城 : トークネットホール仙台 小ホール・28日、福島 : とうほう・みんなの文化センター 小ホール・5月12日 - 13日、東京 : シアターGロッソ）[73]
- DANCE CONNECTION2018「Incredibles」（2018年12月21日 - 24日、シアター代官山） - ♡nestメンバー、TacT（栗原大河、佐藤拓道、田中雄土）※21日、24日のみ出演
- 「山木透の人生初クリスマスイベント」 (2018年12月24日、日仏会館ホール) - 音声出演

2019年
- 『陽だまりの中で』上演間近トークイベント（2019年1月20日、オカオカハウス）[74]
- 『駄弁る（ダベル）』～バレンタインって何ですか？～（2019年2月13日、高田馬場音部屋スクエア）
- 『そりパvol.14』（2019年3月2日、HYPERMIX） - 2部 ゲスト[75]
- 『メンズヘラクレスイベントvol.2』Happy Summer Friday（2019年6月21日、オーブ渋谷） - ゲスト：1部 栗原大河、2部 TacT
- 『楽屋ばなし』（2019年8月17日 - 18日、アトリエファンファーレ東新宿）
出演 - 栗原大河、吉田翔吾、湯浅雅恭／MC：開沼豊
- 『駄弁るvol.2』～2都市でしゃべりまくりまっせ～（大阪：2019年9月1日、梅田BLOCK） - ゲスト出演
- ライブイベント『笑っていいかも vol.3』（2019年11月4日、大塚ドリームシアター） - ゲスト出演
- 『そりパvol.17』伝説のオールナイト（2019年11月17日、高田馬場音部屋スクエア） - シークレットゲスト[76]

2020年
- 『山木透（人生初！）バースデーイベント』(2020年1月25日、R'sアートコート) - 2部 サプライズゲスト[77]
- 舞台『弱虫ペダル』新インターハイ篇FINAL～POWER OF BIKE～公演記念スペシャルイベント(2020年2月25日、放送芸術学院専門学校7階ドリームホール)[78]
登壇者 - 糠信泰州、山﨑晶吾、百瀬朔、鯨井康介、八島諒、原嶋元久、河原田巧也、杉山真宏、飯山裕太、林野健志、栗原大河、秋葉友佑
- 舞台『弱虫ペダル』新インターハイ篇FINAL～POWER OF BIKE～ Blu-ray&DVD発売記念イベント(2020年9月12日、銀座ブロッサムホール)※収録番組の配信に変更、10月予定[79]
登壇者 - 糠信泰州、山﨑晶吾、百瀬朔、鯨井康介、八島諒、原嶋元久、本川翔太、河原田巧也、富永勇也、伊藤澄也、杉山真宏、岸本卓也、飯山裕太、林野健志、阿部大地、天羽尚吾、一瀬悠、栗原大河、秋葉友佑
- 林明寛 33th バースデーイベント（2020年11月15日、グリーンドア） - 2部 ゲスト

2021年
- De-LIGHT 2021年新春イベント〜あけましておめでとうございます〜(2021年1月24日)※中止
出演者 - 佐藤弘樹、山沖勇輝、栗原大河、毎熊宏介、遠藤三貴、他
- De-LIGHT 2021年新春イベント〜春は春でも桜が咲いてしまいました〜(2021年4月24日 - 25日、音部屋スクエア)
  - 朗読劇『星降る街』 - 裕人 役
  - 朗読劇『Candle Story』 - 祐橙 役

2022年
- 『安達健太郎と役者が漫才とトークするLIVE』(2022年1月29日、池袋西口GEKIBA)※中止
- 栗原大河クリスマスファンイベント（2022年12月25日、恵比寿某所）

2023年
- 栗原大河芸能活動復帰イベント（2023年1月15日、新宿ROTT/ツイキャス）
ゲスト - 田口司
シークレットゲスト - 高畑岬
- 『A.T.M 1YEAR ANNIVERSARY EVENT』（2023年3月21日、こった創作空間）
出演者 - 軽辺るか、飯田奈々、林千浪、栗原大河、小野寺俊
- 堀田優希バースデーイベント『小さく広がれ！たこりんぐ！！』（2023年6月10日、恵比寿ガーデンプレイスタワー 13F）
- 『安達健太郎と役者が漫才とトークするLIVE』（2023年7月1日、池袋西口GEKIBA）
出演者 - 栗原大河、坂本実紅、百成瑛、根倉綾珠、山本将起、安達健太郎
- RaBO produce『夏の胸キュン選手権！！！～今年の夏はどこへ行こうか？夏の花火も夏の海もあなたと見たい！あなたと居たい！トキメキキュンキュン夏祭り！～』(2023年7月22日、MUSEモード音楽院 本館)
出演者 - 松本ひなた / 笹翼 / 水野奈月 / 上遠野太洸 / 伊藤澄也 / 千葉瑞己 / 瀬川拓人 / 稲葉光 / 栗原大河 / MC：八福⭐︎みずほ
- イケッチャオ‼︎ステージ『不器用な俺らの鼓動』DVDリリースイベント（2023年8月13日、Special colors）
- 『イケッチャオ‼︎vol.5~1st anniversary~』（2023年10月22日、Special colors）
- 栗原大河26th BDイベント（2023年11月26日、Special colors）
- Uzume『俺が初めてスパイだと疑われた日 Ep.03』（2023年12月23日、space EDGE）
- セロトニン分泌系QOL爆上がりフェス『イケッチャオ‼︎フェス2023』（2023年12月28日、野方区民ホール）
キャスト - 栗原大河 / 堀田竜成 / 佐藤智広 / 横山統威 / 長野祐 / 前中りょう
ゲストアーティスト - TacT / BREAK THROUGH（夜公演のみ） / 原宿YANKEEZ

2024年
- 皇帝ロックホッパー『CHERRY BOYS～GRADUATION～』事前イベント（2024年1月21日、RAFT（中野））
出演者 - 昼の部：西川俊介、西野純一郎、中村龍介、山本美羽、後藤めぐみ
出演者 - 夜の部：西川俊介、西野純一郎、中村龍介、須田歩、夏目珠妃
MC - 皇帝ロックホッパー（小原卓也、栗原大河）
- 『ミュージカル「忍たま乱太郎」第14弾直前！〜ファンミーティングの段〜』（2024年3月4日 - 3月5日、東京ドームシティシアターGロッソ）
- 栗原大河15周年記念イベント（2024年3月23日、中野シアターかざあな）
ゲスト - 1部：飯塚大夢、2部3部：大谷誠
- 『そりパvol.41』～花粉の数だけ Fall in Love～（2024年4月6日、PACMAM(日本橋パックマン) 東） - 1部 ゲスト[80]
- ファンクラブ限定イベント「栗原が飲みたい会vol.1」（2024年6月16日、C's西麻布）
1部：14時〜、2部：17時30分〜
- 堀田優希バースデーイベント「たこくん新時代への船出フェス」（2024年6月22日 - 23日）
22日 - 2部3部ゲスト（WoodyTheatre中目黒）
23日 - 前夜祭、後夜祭ゲスト（恵比寿ガーデンプレイスタワー 13F）
- 栗原大河27th BDイベント（2024年11月23日、中野シアターかざあな）
1部ゲスト：中村龍介、小原卓也、花崎那奈
2部ゲスト：龍人、3部ゲスト：坂垣怜次
- 『瀬川拓人Birthday Event』（2024年12月1日、秋葉原ハンドレッド2）- 1部 ゲスト
- セロトニン分泌系QOL爆上がりイベント『イケッチャオ!!7〜2024忘年会SP〜』（2024年12月30日、Special colors）
キャスト - 栗原大河 / 横山統威 / 西間庭惇 / 長野祐 / 前中りょう

2025年
- 「第7回ミュージカルで表現する忍たま乱太郎の世界 in 青山」(2025年1月27日、NHK文化センター青山教室)[81]
- ファンクラブイベント〜栗原が飲みたい会vol.2〜（2025年2月9日、フィエスタ田町）
- 山木透バースデーイベント『TBT〜憧れの30代突入〜』（2025年2月15日、シアターマーキュリー新宿）- 1部ゲスト
- 『K's Dance!! 2nd 〜NEW REVIVAL!〜』（2025年2月15日、AZABU balloon）- 2部[82]
- そりパvol.44（2025年2月24日、Hall Mixa） - 2部
- 皇帝ロックホッパー『If you don't know ai』事前イベント（2025年3月16日、大塚ドリームシアター）
- 『ホトケのたこくん 〜そして神になる〜』（2025年6月8日、大塚ドリームシアター）- MC
- ダンスショーケース『♡ nest SHOW CASE 〜one and only〜』（2025年6月28日・29日、中目黒キンケロ・シアター）
- 皇帝ロックホッパー『義民 2025』事前イベント（2025年7月13日、nest）[83]
- 笠間市合併20周年記念事業 × ミュージカル「忍たま乱太郎」15周年記念 野外コンサート『茨城野音』（2025年7月20日、茨城県笠間芸術の森公園）- 竹谷八左ヱ門 役[84]
- 〜渡辺和貴バースデーイベント2025〜『あなたのおかげ』（2025年9月7日、ルフールなんば道頓堀店）- 1部ゲスト
- 一洸TALK EVENT『洸流 -KOURYU-』（2025年9月14日、五反田G4）- 3部ゲスト
- 輝山立バースデーイベント『RYU KIYAMA 33rd BIRTHDAY EVENT 〜sunsunりゅうフェス2025〜』（2025年9月27日、秋葉原ハンドレッド2）- 2部ゲスト

### 生配信イベント
- 「そりパ」～配信オールナイト～（2020年5月17日、ONSTAGE） - 2部 電話ゲスト[85]
- 「#0 渡辺と栗原(仮)」（2020年8月18日、ONSTAGE）[86]
【渡辺と栗原】イベントに参加して2人からのメッセージ動画プレゼント[87]
イベント開催日時：8月18日(火) 22:00- 応援ポイント上位3名に2人からのメッセージ動画をプレゼント！
- カラオケしようよ♪LAST SUMMER SPECIAL!!（2020年8月26日 - 30日、SHOWROOM） - 26日、27日の出演[88]
各ルームの応援アイテムランキング上位3名様には出演者の個別のチェキをサイン入りにてプレゼント。
- 「そりパ」全国ツアー！！(配信だけど)（2020年8月29日、TIGET LIVE） - 1部、2部 ゲスト
- 「#1 渡辺と栗原」（2020年9月28日、ONSTAGE）[89]
【渡辺と栗原】イベントに参加してツーショットチェキプレゼント[90]
イベント開催日時：9月28日(月) 22:30- 応援ポイント上位3名にツーショットチェキをプレゼント！
- 「#2 渡辺と栗原」（2020年11月18日、ONSTAGE）[91]
【渡辺と栗原】イベントに参加してツーショットチェキプレゼント！[92]
イベント開催日時：11月18日(水) 22:10- 応援ポイント上位3名にツーショットチェキをプレゼント！
- 栗原大河バースデー配信イベント「俺の誕生日もてなして？」（2020年11月21日、ツイキャスプレミア配信）
出演 - 栗原大河、佐藤智広／MC：小原卓也
- 「Mission in B.A.C」（2020年12月3日22時～、LINE LIVE）[93]
応援ポイント1位～10位の方のお名前読み上げ＆上位3名にサイン入りチェキをプレゼント。
- GO to FES !! Vol.1（2020年12月30日、OPENREC.tv）[94]
MC - 岡田地平
メインパーソナリティ - メンズヘラクレス
1部出演者 - 秋沢健太朗、東将司、磯貝龍乎、小笠原健、栗原大河、坂垣怜次、反橋宗一郎、橘龍丸、樋口裕太、毎熊宏介、山沖勇輝、吉岡佑、米原幸介、鷲尾修斗、他
2部出演者 - Grab”A” 、TacT、メンズヘラクレス、ヨースケコースケ、他
- 栗原大河バースデー配信イベント！「俺の誕生日もてなして！～24歳篇～」（2021年11月20日、ツイキャスプレミア配信）
出演 - 栗原大河、佐藤智広、三井淳平（2部のみ）
1部：激レア！佐藤智広と2人でスタジオライブ！！
2部：晩酌！今後についてファンのみんなと語る会

## 脚本・演出
- 皇帝ロックホッパー『音の光る影』(2024年9月4日 - 8日、上野ストアハウス)作・演出[95]
- 皇帝ロックホッパー 5rd stage performance『やり遣したこと』（11月6日 - 10日、上野ストアハウス）作・演出